# Канадская телерадиовещательная корпорация
Кана́дская телерадиовеща́тельная корпора́ция (Си-би-си, англ. Canadian Broadcasting Corporation, CBC, фр. Société Radio-Canada, SRC) — канадская вещательная организация в форме корпорации короны.

## История

### Возникновение (1932—1952)
В 1932 году региональные радиостанции были выведены из CNR в отдельную компанию CRBC (Canadian Radio Broadcasting Commission, Commission canadienne de la radiodiffusion — «Канадская радиовещательная комиссия»). 2 ноября 1936 года CRBC была реорганизована в CBC. В том же году CBC через AM запустила радиосеть CBC Radio, объединив вокруг неё англоязычные радиостанции, в 1937 году — радиосеть Radio Canada, объединив вокруг неё франкоязычные радиостанцию.

### Запуск телевидения и FM-вещания (1952—1989)
6 сентября 1952 года CBC запустила из Монреаля франкоязычную телесеть Télévision de Radio-Canada, а уже через два дня из Торонто англоязычную телесеть CBC Television. В 1960 году CBC через FM запустила англоязычную радиосеть CBC FM, в 1974 году — франкоязычную радиосеть Le Réseau FM stéréo de Radio-Canada.

### Запуск спутниковой платформы (1989—2000)
В 1989 году CBC через кабельное и спутниковое телевидение запустила телеканал CBC Newsworld, в 1995 году — Réseau de l’information. В 1997 году CBC Radio была переименована в CBC Radio One, CBC FM в CBC Radio Two, Radio Canada в Première Chaîne, Le Réseau FM stéréo de Radio-Canada в La Chaîne culturelle.

### Запуск цифрового радио (с 2000 году)
В 2000 году CBC через цифровое радио запустила англоязычную радиостанцию CBC Radio 3, франкоязычные радиостанции FrancoCountry, Chansons и Bande à part. В 2009 году CBC Newsworld был переименован в CBC News Network. В 2011 году CBC запустила телеканал Sens, через год он был переименован в Explora В 2013 году радиостанция Bande à part была закрыта. В том же году 2013 году Première Chaîne была переименована в ICI Radio Canada Première, Ici Explora в Ici Explora год спустя La Chaîne culturelle в ICI Musique, Télévision de Radio-Canada в ICI Radio-Canada Télé, Réseau de l’information в ICI RDI. В 2015 году CBC перешёл телеканал ARTV (ранее был отдельной компанией, принадлежащей CBC, Tele Quebec и Arte France), переименованный в ICI ARTV.

## Традиции
В эфире радио с 1929 года ровно в 13 часов по восточному стандартному времени звучали несколько коротких звуковых сигналов, а затем длинный сигнал специальный радиосигнал (англ. long dish). На протяжении многих лет длинное тире было важным способом точного определения времени, для синхронизации с которым пользовались железные дороги, судоходные компании и другие предприятия, которые полагаются на точное время. Само объявление со временем менялось. Длинный сигнал обычно следовал за 10 секундами тишины, но позже её убрали из-за сбивания с толку некоторых видов радиооборудования, которое считало это знаком прекращения вещания.
Причиной стало то, что трансляции через спутник и онлайн могли задерживаться на несколько секунд и более. В последний раз сигнал прозвучал 9 октября, став самой продолжительной радиопрограммой CBS. О прекращении трансляции сигнала стало известно уже после его последнего выхода в эфир.

## Телеканалы и радиостанции

### Телеканалы
- CBC Television — сеть англоязычных информационно-развлекательных телеканалов
  - CBCT-DT («CBC Charlottetown Television») (Остров Принца Эдуарда)
  - CBAT-DT («СВС Atlantic Television») (Нью-Брансуик)
  - CBHT-DT («CBC Halifax Television») (Новая Шотландия)
  - CBNT-DT («CBC Newfoundland Television») (Ньюфаундленд)
  - CBMT-DT («CBC Montreal Television») (Квебек)
  - CBOT-DT («CBC Ottawa Television») (Онтарио)
  - CBLT-DT («CBC Essex County Television») (Онтарио)
  - CBET-DT («CBC Great Lakes Television») (Онтарио)
  - CBWT-DT («CBC Winnipeg Television») (Манитоба)
  - CBKT-DT («CBC Henry Kelsey Television») (Саскачеван)
  - CBRT-DT («CBC CalgaRy Television») (Альберта)
  - CBXT-DT («CBC X Television») (Альберта)
  - CBUT-DT («CBC VancoUver Television») (Британская Колумбия)
  - CFYK-DT («Canada’s Finest YellowKnife») (Юкон, Северо-Западные Территории, Нунавут)
- ICI Radio-Canada Télé — сеть франкоязычных информационно-развлекательных телеканалов
  - CBAFT-DT («CBC Atlantic Français Télévision») (Нью-Брансуик)
  - CBFT-DT («CBC Français Télévision») (Квебек)
  - CBVT-DT («CBC Ville de Québec Télévision») (Квебек)
  - CJBR-DT («Canada Jules Brillant Rimouski») (Квебек)
  - CKTV-DT (Квебек)
  - CKSH-DT (Квебек)
  - CKTM-DT (Квебек)
  - CBOFT-DT («CBC Ottawa Français Télévision») (Онтарио)
  - CBLFT-DT («CBC Great Lakes Français Télévision») (Онтарио)
  - CBWFT-DT («CBC Winnipeg Français Télévision») (Манитоба)
  - CBKFT-DT («CBC Henry Kelsey Français Télévision») (Саскачеван)
  - CBXFT-DT («CBC X Français Télévision») (Альберта)
  - CBUFT-DT («CBC VancoUver Français Télévision») (Британская Колумбия)

Доступны через эфирное (цифровое (ATSC) на ДМВ, ранее — аналоговое (NTSC) на МВ и ДМВ), кабельное, спутниковое телевидение и IPTV.

### Специализированные телеканалы
- CBC News Network — англоязычный информационный телеканал
- le Réseau de l’information — франкоязычный информационный телеканал
- ICI ARTV — франкоязычный телеканал культуры
- ICI Explora — франкоязычный документальный телеканал

Доступны через эфирное (цифровое (ATSC) на ДМВ), кабельное, спутниковое телевидение и IPTV.

### Радиостанции
- CBC Radio One — англоязычная информационно-развлекательная радиостанция
  - CBCT-FM (Острова Принца Эдуарда)
  - CBZF-FM (Нью-Брансуик)
  - CBAM-FM («CBC Atlantic Moncton») (Нью-Брансуик)
  - CBD-FM (Нью-Брансуик)
  - CFGB-FM (Нью-Фаундленд)
  - CBG (Нью-Фаундленд)
  - CBT (Нью-Фаундленд)
  - CBN (Нью-Фаундленд)
  - CBY (Нью-Фаундленд)
  - CBHA-FM («CBC HAlifax») (Новая Шотландия)
  - CBI (Новая Шотландия)
  - CBVE-FM (Квебек)
  - CBME-FM («CBC Montreal English») (Квебек)
  - CBCL-FM («CBC Ville de Québec English») (Онтарио)
  - CBO-FM («CBC Ottawa») (Онтарио)
  - CBLA-FM-2 («CBC Great LAkes») (Онтарио)
  - CBCS-FM (Онтарио)
  - CBQT-FM (Онтарио)
  - CBLA-FM (Онтарио)
  - CBEW-FM (Онтарио)
  - CBWK-FM («CBC Winnipeg K») (Манитоба)
  - CBW («CBC Winnipeg») (Манитоба)
  - CBKA-FM («CBC Henry Kelsey») (Саскачеван)
  - CBK («CBC Henry Kelsey») (Саскачеван)
  - CBR (Альберта)
  - CBX (Альберта)
  - CBYK-FM («CBC Y Kamloops») (Британская Колумбия)
  - CBTK-FM («CBC T Kelowna») (Британская Колумбия)
  - CBYG-FM (Британская Колумбия)
  - CBCV-FM («CBC Victoria») (Британская Колумбия)
  - CBU («CBC VancoUver») (Британская Колумбия)
  - CFPR (Британская Колумбия)
  - CFFB (Нунавут)
  - CBQR-FM (Нунавут)
  - CHAK (Северо-западные территории)
  - CFYK (Северо-западные территории)
  - CFWH-FM (Юкон)
- CBC Radio Two — англоязычная развлекательно-информационная радиостанция
  - CBH-FM (Новая Шотландия)
  - CBI-FM (Новая Шотландия)
  - CBN-FM (Нью-Фаундленд)
  - CBM-FM («CBC Montreal») (Квебек)
  - CBOQ-FM («CBC Ottawa (Q)») (Онтарио)
  - CBE-FM («CBC Essex County») (Онтарио)
  - CBL-FM (Онтарио)
  - CBBS-FM («CBC B Sudbury») (Онтарио)
  - CBQ-FM (Онтарио)
  - CBW-FM («CBC Winnipeg») (Манитоба)
  - CBK-FM (Саскачеван)
  - CBR-FM (Альберта)
  - CBX-FM (Альберта)
  - CBU-FM («CBС VancoUver») (Британская Колумбия)
- ICI Radio-Canada Première — франкоязычная информационно-развлекательная радиостанция
  - CBAF-FM-15 (Острова Принца Эдуарда)
  - CBAF-FM-5 (Новая Шотландия и Ньюфаундленд)
  - CBSI-FM (Ньюфаундленд)
  - CBAF-FM (Нью-Брансуик)
  - CHFA-FM (Альберта)
  - CBF-FM-8 (Квебек)
  - CBF-FM (Квебек)
  - CBFG-FM (Квебек)
  - CBV-FM (Квебек)
  - CJBR-FM (Квебек)
  - CHLM-FM (Квебек)
  - CBJ-FM (Квебек)
  - CBF-FM-10 (Квебек)
  - CBOF-FM (Онтарио)
  - CBON-FM (Онтарио)
  - CJBC (Онтарио)
  - CBEF («Canadian Broadcasting Corporation Essex County French») (Онтарио)
  - CKSB-10-FM (Манитоба)
  - CBKF-FM (Саскачеван)
  - CBUF-FM (Британская Колумбия)
- ICI Musique — франкоязычная развлекательно-информационная радиостанция
  - CBAX-FM (Остров Принца Эдуарда)
  - CBAX-FM-1 (Ньюфаундленд)
  - CBAX-FM-2 (Ньюфаундленд)
  - CBAX-FM-3 (Ньюфаундленд)
  - CBAL-FM-1 (Нью-Брансуик)
  - CBAL-FM-2 (Нью-Брансуик)
  - CBAL-FM-3 (Нью-Брансуик)
  - CBAL-FM-4 (Нью-Брансуик)
  - CBAL-FM-5 (Нью-Брансуик)
  - CBAX-FM-1 (Новая Шотландия)
  - CBAX-FM-2 (Новая Шотландия)
  - CBAX-FM-3 (Новая Шотландия)
  - CBFX-FM-1 (Canadian Broadcasting French X) (Квебек)
  - CBFX-FM-2 (Квебек)
  - CBFX-FM-3 (Квебек)
  - CBFX-FM-4 (Квебек)
  - CBFX-FM-5 (Квебек)
  - CBFX-FM-6 (Квебек)
  - CBVX-FM-1 (Квебек)
  - CBVX-FM-2 (Квебек)
  - CBVX-FM-3 (Квебек)
  - CBRX-FM (Квебек)
  - CBJX-FM (Квебек)
  - CBCX-FM (Альберта)
  - CJBC-FM-1 (Онтарио)
  - CJBC-FM-2 (Онтарио)
  - CBBX-FM (Онтарио)
  - CBOX-FM (Онтарио)
  - CKSB-FM (Манитоба)
  - CKSB-FM (Саскачеван)
  - CBUX-FM (Британская Колумбия)

Доступны через эфирное радиовещание (цифровое и аналоговое на УКВ и СВ), эфирное, кабельное, спутниковое, IPTV и Интернет.

### Международные радиостанции
- Radio Canada International
  - RCI 1 (RCI English) — международная англоязычная радиостанция
  - RCI 2 (RCI Français) — международная франкоязычная радиостанция
  - RCI 3 — сеть международных иноязычных радиоблоков на
    - RCI на арабском,
    - RCI Latino
    - RCI на китайском.

Доступны через спутниковое телевидение и Интернет, ранее — через эфирное телевидение (аналоговое на КВ)

### Специализированные радиостанции
- CBC Radio 3 — англоязычная развлекательная радиостанция
- FrancoCountry — франкоязычная развлекательная радиостанция
- Chansons — франкоязычная развлекательная радиостанция

Доступны через эфирное радиовещание (цифровое) и Интернет

### Мультимедиа
- Сайт www.cbc.radio-canada.ca на английском и французском языках (организационные вопросы), страница CBC/Radio-Canada на youtube, страница CBC/Radio-Canada в facebook, страница CBC/Radio-Canada в twitter
- Сайт cbc.ca (web-tv, web-radio, video-on-demand, audio-on-demand, программа передач), страница CBC на youtube, страница CBC в facebook, страница CBC и CBC Radio в twitter
- Сайт ici.radio-canada.ca (web-tv, web-radio, video-on-demand, audio-on-demand, программа передач), страница Radio Canada, Radio Canada Info, Les archives de Radio-Canada на youtube, страницы Ici Radio Canada, Ici Radio Canada Premiere, Radio Canada Information, Radio Canada Sport на facebook, страница Ici Radio Canada в twitter
- Сайт cbcnews.ca (новости, web-tv, video-on-demand, программа передач CBC News Network), страница CBC News на youtube, страница CBC News в facebook
- Сайт cbcsport.ca (новости спорта), страница CBC Sport на youtube, страница CBC Sport в facebook
- Сайт cbcmusic.ca (web-radio, audio-on-demand, программа передач CBC Radio 2 и CBC Radio 3), страница CBC Music на youtube, CBC Music на facebook
- Сайт icimusique.ca (web-radio, audio-on-demand, программа передач ICI Musique, ICI Musique FrancoCountry, ICI Musique Chansons), страница Ici Musique на youtube, страница ICI Musique на facebook
- Сайт ici.artv.ca, страница ICI ARTV на youtube, страница ICI ARTV на facebook, страница ICI ARTV в twitter
- Сайт ici.exploratv.ca, страница ICI Explora на youtube, страница ICI Explora на facebook, страница ICI Explora в twitter
- Сайт ici.tou.tv, страница ICI Tou.tv, страница ICI Tou.tv на facebook, ICI tou.tv в twitter
- Сайт cbcbooks.cs, страница CBC Books на youtube, страница CBC Books на facebook, страница CBC Books в twitter
- Сайт curio.ca, страница Curio CBC на facebook, страница Curio CBC в twitter
- 5 сайтов RCI на 5 языках, 5 страниц RCI в facebook, 5 страниц RCI в twitter

## Управление и финансирование
Юридический статус
CBC является «корпорацией Короны» (Crown corporation, Société de la Couronne, государственное предприятие).
Управление
Высший орган — Совет директоров (Board of Directors,Conseil d’administration) (до 1968 года — Совет вещательных управляющих (Board of Broadcast Governors, Bureau des Gouverneurs)) назначаемый Парламентом, высшее должностное лицо — Президент (président-directeur général), назначаемый Генерал-губернатором. Контроль за соблюдением законов о СМИ осуществляет Канадский совет радиовещания и телекоммуникаций (Canadian Radio-television and Telecommunications Commission, Conseil de la radiodiffusion et des télécommunications canadiennes), прочие должностные лица — генеральные директора (directeur générale) телеканалов.
Финансирование
Финансируется правительством. 16 апреля 2023 года в Twitter-аккаунте компании появилась отметка о государственном финансировании телерадиокомпании (government-funded media), и в знак протеста 17 апреля CBC объявила о временном прекращении ведения аккаунта в Twitter. 21 апреля эта отметка была снята.
Участие в других вещателях
Является одним из акционеров телекомпании Documentary Channel.
Международное членство
Входит в NABA, Médias Francophones Publics и CIRTEF.
Штаб-квартира
Штаб-квартира находится в Оттаве.

## Программы
- The National — часовая информационная программа в 22.00
- CBC News Network — часовая информационная программа в 12.00
- Le Téléjournal — часовая информационная программа в 18.00 и 22.00
- Le téléjournal midi — получасовая информационная программа в 12.00